# 프리드리히 엥겔스
프리드리히 엥겔스(독일어: Friedrich Engels, 문화어: 프리드리흐 엥겔스; 1820년 11월 28일 - 1895년 8월 5일)는 독일의 사회주의 철학자·경제학자로 카를 마르크스와 함께 마르크스주의의 창시자 중 한 사람이다.
마르크스와 함께 마르크스주의, 과학적 사회주의 이론, 변증법적 및 사적 유물론의 창시자이며, 국제 노동자 계급운동의 지도자였다. 독일 라인 주(洲)의 바르멘 시에서 1820년 11월 28일, 방적공장 경영자의 가정에서 출생하였고, 아들이 경영자가 되기를 바라는 부친의 뜻으로 김나지움을 중퇴한 후 브레멘 시의 공장에서 견습으로 근무하다가, 1841년 가을부터는 포병지원병으로 베를린에서 복무하였다.
이 기간에 베를린 대학교에서 청강하였다.
젊은 시절부터 당시 사회의 개혁에 관심을 갖고 그 운동에 참가하였는데, 베를린 체류 중에 청년헤겔학파의 일원이 되었고, 또 베를린 대학 교수였던 셸링의 반동적, 신비적 철학에 대하여 「셸링과 계시」(Schelling und Offenbarung, 1842) 등 여러 논문을 통해 반박하였다. 동시에 헤겔의 보수적 결론, 그 관념론적 변증법의 모순을 비판하기도 하였다.
1842년에 아버지에 의해 그가 경영하던 영국 맨체스터의 공장에서 근무하게 되어, 당시 자본주의가 최고로 발달하였던 영국의 노동자 계급과 접하게 되면서, 그 지독한 경제적 생활상태, 정치적 무권리의 원인 탐구에 뜻을 둠과 동시에 그 당시 전개되고 있던 차티스트 운동의 견해와 운동의 결정을 보고, 그 성과를 『정치 경제학 비판 요강』(A Contri-bution to the Critique of Political Economy, 1844) 및 『영국에 있어서의 노동자 계급의 상태』(Die Lage der arbeitenden Klasse in England, 1845)를 집필하였다. 이들 저서로 프롤레타리아의 위대한 미래와 그들이 담당하는 역사적 사명을 명확히 한 최초의 인물이 되면서 확고한 사회주의자로 정립되었다.
영국에서 귀국 도중에 파리에서 마르크스와 만난 후 이들의 확고한 우정과 협력이 계속되었다(1844). 이들은 우선, 1844~1846년에 걸쳐, 공동 저작 『신성가족』(Die heilige Familie)과 『독일 이데올로기』(Die deutsche Ideologie)를 써서, 헤겔, 포이에르바하, 청년헤겔학파 등을 추종하는 자들의 철학적 견해를 비판하고, 동시에 변증법적 사적 유물론의 토대를 쌓았다. 또 후에 프롤레타리아 혁명정당으로 이어진 '공산주의 동맹'을 조직하는 등 실천적 활동을 수행하고, 그 동맹의 강령으로 『공산당 선언』(Manifest der Kommunistischen Partei, 1848)을 발표하였으며, 엥겔스는 그것의 초안인 『공산주의의 원리』(Prinzipien des Kom-munismus)를 쓰기도 하였다.
1848~1849년의 독일 혁명에 적극 참가하였으나, 혁명의 실패로 다시 맨체스터의 공장으로 돌아갔다(1850~1870). 이 혁명 투쟁의 경험을 기초로 하여 『독일 농민 전쟁』(Der deutsche Bauernkrieg, 1850), 『독일에 있어서의 혁명과 반혁명』(Revolution und Kontrarevolution, 1851~1852)을 쓰고, 프롤레타리아 해방투쟁에 있어 동맹자로서 농민이 지니는 의의를 명확히 하였다. 당시 이미 런던에 와 있던 마르크스와 함께 제1인터내셔널을 결성, 이 조직 내의 쁘띠 부르주아적, 기회주의적, 무정부주의적 견해와 투쟁하고, 또 마르크스의 『자본론』의 완성을 도우며, 연구 생활상의 원조에 힘을 기울였다.
이 기간 동안 그 자신은 변증법적 사적 유물론의 견해를 발전시키고, 자연과학에 이 견해를 적용시킴으로써 대단한 성과를 거두었다. 유고(遺稿)인 『자연변증법』(Dialektik der natur)은 그 찬란한 기록이다. 그는 변증법적 유물론의 입장에서 철학의 근본문제를 확정하고, 인식론의 발전에 기여하였으며, 또 사적 유물론의 기계적 이해를 비판하면서, 경제적 조건의 결정적 역할과 함께, 상부구조, 그 속의 이데올로기의 의의, 나아가 역사에 있어 개인이 지니는 의의도 해명하고 있다. 이러한 견해는 『반뒤링론』(AntiDühring, 1878), 『가족, 사유재산 및 국가의 기원』(Der Ursprung der Familie, des Privateigentums und des Staates, 1884), 『포이에르바하론』(1886)에서 찾아볼 수 있다.
그는 1870년에 런던으로 이주하여 마르크스와 함께 일을 하였으며, 그의 사후(1883)에는 『자본론』 제2~6권의 간행에 몰두하면서, 마르크스 사망 후의 유럽 국가들에 있어 노동운동의 지도적인 중심인물로 활동하였다. 1895년 8월 5일 식도암으로 세상을 마쳤으며 그의 유해는 그의 유지(遺志)에 따라 해저에 가라앉혀졌다.

## 생애
독일 라인 주 바르멘시(오늘의 부페르탈)에서 방직 공장주의 집에서 태어났다. 아들을 자신 같은 자본가로 키우려는 아버지의 뜻에 의하여 엥겔스는 김나지움을 중퇴하고 브레멘 상사에서 일했다. 이 시기에 그는 노동자들이 자본가들의 착취와 법과 결탁한 계급투쟁탄압으로 고통받는 현실을 보고 《도이칠란트 통신》에 지배계급을 비판하는 수많은 글을 내었다. 1841년에 엥겔스는 베를린에서 지원병으로 포병연대에 들어갔으며, 베를린 대학에서 철학 강의를 청강하며 헤겔리안 좌파가 되었다. 군 복무를 끝마친 그는 영국의 맨체스터로 건너가 영국 노동계급의 비참한 삶을 깊이 연구하였고, 차티스트 운동 관련자들과 연계를 맺었으며, 영국의 출판물들에 글을 쓰기 시작하였다. 앵겔스의 이러한 현실비평은 마르크스가 이상적 사회주의를 비롯한, 현실에 맞지 않는 사회주의 조류들을 극복하고 과학적 사회주의라는 고유의 사상을 형성하는데 큰 도움이 된다.

## 마르크스와 대면
1844년 9월 독일로 가던 중 엥겔스는 파리에서 카를 마르크스와 만났다. 이때 엥겔스는 유물론자, 혁명주의자였으며 노동계급만이 자신의 해방을 위하여 일어서게 되는 계급이라 생각했다. 1846년에 그는 마르크스와 함께 《공산주의자통신위원회》를 조직하였으며 1847년에는 《정의자동맹》을 《공산주의자동맹》으로 개편하였다. 1848년 쾰른에서 마르크스와 함께 《신라인신문》을 발간하였다.
1849년에 라인지방과 남부 독일에서 무장투쟁이 일어나자, 군복무 경험이 있는 엥겔스는 직접 군사행동에 참가해서 작전을 지도하였다. 무장투쟁이 실패한 후 마르크스의 제의로 런던으로 갔다. 마르크스의 과학적 사회주의 운동을 적극적으로 돕는것을 자기 의무로 판단한 엥겔스는 1850년 11월부터 마르크스가 《자본론》1권을 탈고하고 생을 마칠때까지 거의 한평생을 같이하며 마르크스를 물질적으로 도왔다. 엥겔스는 맨체스터에서 자주 마르크스와 편지를 주고받으면서 다양한 정치, 경제, 전략 전술 문제들을 토론하였는데, 이 시기 엥겔스는 군사분야에 대한 연구에 집중했다. 1864년에 엥겔스는 마르크스와 함께 제1인터내셔널을 창건하는 과업에 참가하였으며 파리 코뮌을 적극 지지 성원하였다.
마르크스가 죽은 후 엥겔스는 국제공산주의운동을 이끌며 마르크스가 살아있을 때 완성하지 못한 《자본론》의 2권과 3권을 정리해서 1885년과 1894년에 각각 출판되었다. 1889년에 그는 제2인터내셔널을 창건하였으며 1891년에는 마르크스의 저서《고타강령비판》을 출판하였다. 국제공산주의운동을 정력적으로 지도하여 오던 엥겔스는 1895년 8월 5일에 암으로 별세하였는데, 유언에 따라 화장된 유골이 바다에 수장되었다.

## 주요 저작
- 《신성가족》
- 《독일 이데올로기》
- 《영국 노동계급의 형편》
- 《공산주의적원리》
- 《독일에서의 혁명과 반혁명》
- 《반듀링론》
- 《자연변증법》
- 《가족, 사유재산, 국가의 기원》
- 《루트비히 포이어바흐와 독일고전철학의 종말》
- 《프랑스와 독일에서의 농민문제》

## 전기
- 엥겔스 평전/트리스트럼 헌트 지음, 이광일 옮김, 글항아리

## 같이 보기
- 영국 노동자계급의 상태